# شون سوليفان (دراج)
شون سوليفان (بالإنجليزية: Sean Sullivan)‏ (و. 1978  م) هو راكب دراجة هوائية أسترالي، ولد في لاونسستون.

## روابط خارجية
- شون سوليفان على موقع أرشيف الدراجات (الإنجليزية)
- شون سوليفان على موقع إحصائيات الدراجات الإحترافية (الإنجليزية)